# Sandy Style
Sandy Style, pseudonimo di Petra Kubesova (Opava, 19 giugno 1979), è un'ex attrice pornografica ceca.

## Biografia

### Carriera pornografica
Nata a Opava, piccola cittadina della Repubblica Ceca, il 19 giugno 1979, grazie ai suoi occhi blu e alla bellezza del suo corpo, nel 2001, all'età di 22 anni, entra nel mondo del porno, girando alcune scene hardcore. Durante la sua carriera è stata diretta da alcuni dei più importanti registi del mondo hard, tra cui Rocco Siffredi, con cui ha anche girato alcuni film e Marc Dorcel e attori come: Eva Angelina, Erik Everhard, Federica Tommasi e Franco Trentalance. Contemporaneamente appare in numerosi periodici erotici come: Private, Hustler, Evil Angel, Anabolic Video, Wicked Pictures e Jules Jordan Video. Ha lavorato anche come modella per svariati siti per adulti. Si è ritirata definitivamente dalla pornografia nel 2010 con il film Street Vendors di Erik Everhard.

## Filmografia
- Killer Pussy 9 (2001)
- Little White Chicks... Big Black Monster Dicks 14 (2001)
- Nacho Vidal's Blowjob Impossible 3 (2001)
- Parrucchiere di Provincia (2001)
- Private Reality 4: Just Do It to Me (2001)
- Rocco: Animal Trainer 8 (2001)
- Spaventapasseri di vestito nuovo (2001)
- Weekend molto particolare (2001)
- Anal Czech Up (2002)
- Aperte a Tutto (2002)
- Assman 21 (2002)
- Balls Deep 6 (2002)
- Donna d'Onore (2002)
- Freshly Slayed 1 (2002)
- Hammergeile Fickgemeinschaft (2002)
- Hustler Casting Couch 8 (2002)
- Hustler XXX 17 (2002)
- Hustler's Babes 1: Assignment St. Luca (2002)
- Hustler's Babes 3: Lust in Paradise (2002)
- Inn's Girls (2002)
- International Booty 3 (2002)
- Legendarer Serien-Ficker 2 (2002)
- Lustful Mind (2002)
- Matador 15: Sex Tapes (2002)
- Mr. Beaver Checks In 13 (2002)
- Nessun Rimorso (2002)
- Nuda Verità (2002)
- Pickup Lines 72 (2002)
- Porno Debuttanti 2 (2002)
- Private Tropical 1: Sex Survivors (2002)
- Rocco Super Motohard (2002)
- Rocco's Initiations 4 (2002)
- Sex Secrets of the Paparazzi (2002)
- Sexx the Hard Way 3 (2002)
- Teuflisch in den Arsch gefickt (2002)
- Truly Nice Ass 2: Rack in the Back (2002)
- World Sex Tour 26 (2002)
- XXX Road Trip 3 (2002)
- Abuso di Potere (2003)
- Alfredino - Il Silenzio dell'Amore (2003)
- Art Of Ass 1 (2003)
- Ass Obsessed 1 (2003)
- Black and White Passion 4 (2003)
- Bust'n Nuts On European Sluts (2003)
- Canibales Sexuales 1 (2003)
- Cleopatra 2: Legend Of Eros (2003)
- Contacts (2003)
- Crack Her Jack 1 (2003)
- Deeper In My Ass 2 (2003)
- Double Cocked 1 (2003)
- European Sex Tour 5 (2003)
- Fallo Grosso (2003)
- Fashion (2003)
- Figa del Boss (2003)
- Fresh Meat 17 (2003)
- Girl + Girl 4 (2003)
- Girls on Girls 1 (2003)
- Girls Paradise (2003)
- Hardcore Paradise (2003)
- Immortal Desire (2003)
- Leg Affair 2 (2003)
- Moglie Molto Infedele (2003)
- Night at the Bordello (2003)
- No Holes Barred 2 (2003)
- North Pole 41 (2003)
- North Pole 45 (2003)
- Passport To Prague 2 (2003)
- Pickup Babes 11 (2003)
- Pink Pussy Cats 5 (2003)
- Pirate Fetish Machine 10: Wild Circle (2003)
- Pleasures of the Flesh 3 (2003)
- Pornochic 3: Cristal (2003)
- Private Reality 13: Explosive Women (2003)
- Private Sports 5: Surf Fuckers (2003)
- Prof. di Anatomia (2003)
- Rocco: Animal Trainer 14 (2003)
- Settimo Paradiso (2003)
- Teen Hitchhikers 1 (2003)
- Three for All 1 (2003)
- Trust (2003)
- Ultimate Asses 2 (2003)
- Unleashed (2003)
- Anal Expedition 3 (2004)
- Anal POV 1 (2004)
- Ass Traffic 49 (2004)
- Big Mouthfuls 3 (2004)
- Blue Dream (2004)
- Christoph's Beautiful Girls 15 (2004)
- Creampie Cuties 6 (2004)
- Czech Whores (2004)
- Hot Paradise (2004)
- Inside My Panties 4 (2004)
- Nothin' Better Than Ass (2004)
- Opportunity for Sex (2004)
- Passion Of The Ass 1 (2004)
- Pirate Fetish Machine 14: Theatre of Lust (2004)
- Private Life of Jessica May (2004)
- Private Tropical 11: Dream Girls in St. Martin (2004)
- Private Tropical 12: Sin Island (2004)
- Sex Angels 1 (2004)
- Shag My Bitch Up 1 (2004)
- Student XXXchange (2004)
- Vixens In Uniform (2004)
- Voodoo Sex Dolls (2004)
- When Porn Stars Play 2: Sluts in the Sun (2004)
- Double the Fun 2 on 1 2 (2005)
- Lez-Mania 1 (2005)
- Private Best of Susi Medusa (2005)
- Private Diamonds (2005)
- Private Life of Sandy Style (2005)
- Soffocami (2005)
- Spread My Ass 1 (2005)
- Swallow The Load 1 (2006)
- All Internal 4 (2007)
- Double Stuffed Sluts (2007)
- Evil Anal 5 (2008)
- Anal Attack 1 (2010)
- Street Vendors (2010)
- Peter's Game: 2 on 1 (2012)